# L-Jetronic
Die L-Jetronic ist ein antriebsloses Einspritzsystem für Ottomotoren mit elektronischer Steuerung, bei dem der Kraftstoff intermittierend in das Saugrohr eingespritzt wird. Die Höhe der Kraftstoffzumessung ist von der angesaugten Luftmenge abhängig, die elektronisch gemessen wird. Das System wurde 1973 eingeführt.

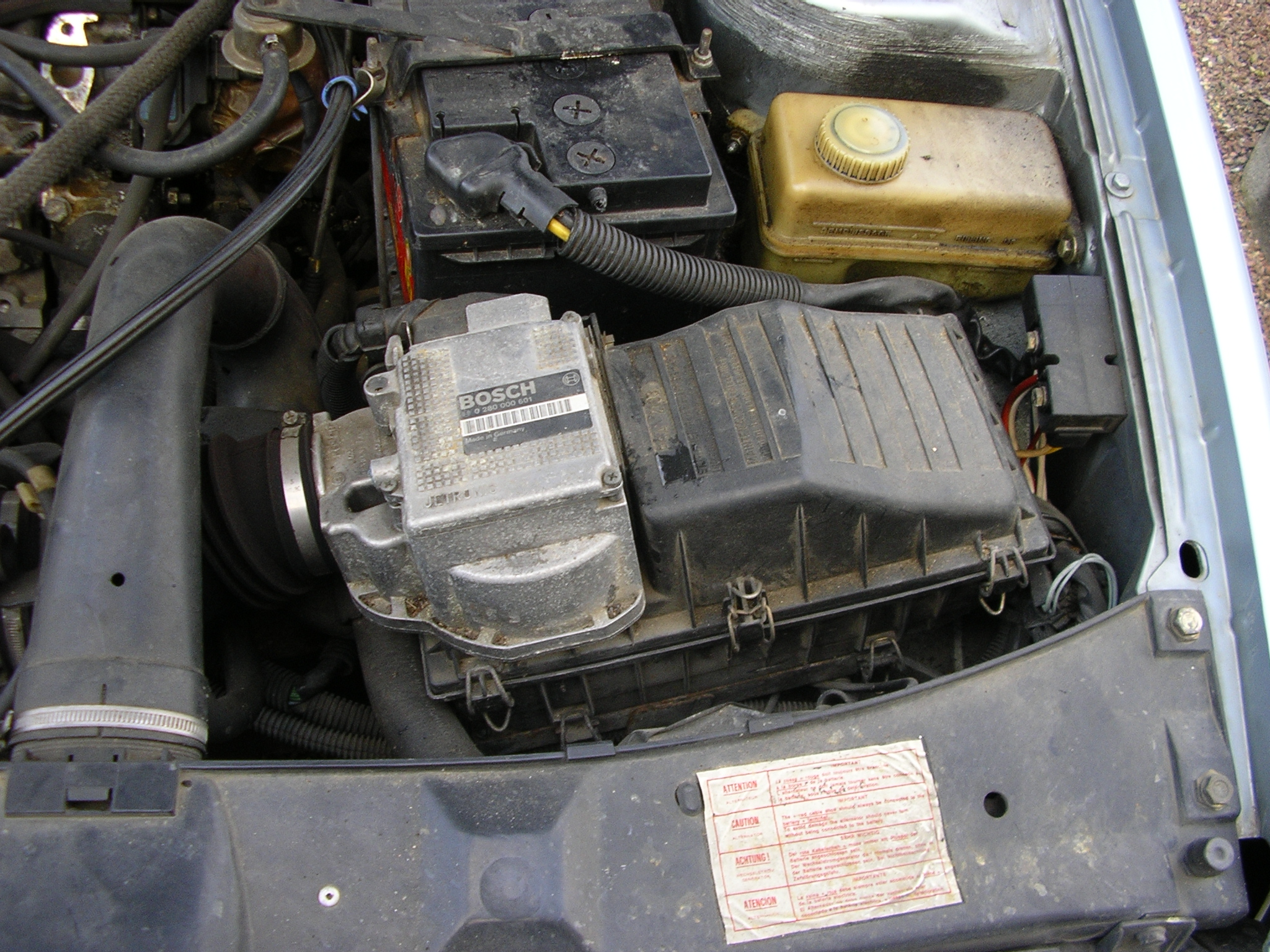
L-Jetronic in einem Peugeot 405 SRi

## Aufbau

### Kraftstoffweg
Der Kraftstoff wird von der Kraftstoffpumpe über einen Filter zum Kraftstoffverteilerrohr gefördert, das über einen Benzindruckregler die Einspritzventile versorgt. Der Druckregler regelt den Systemdruck im Kraftstoffverteilerrohr bis 3,5 bar. Der Saugrohrdruck wird über einen hinter der Drosselklappe angebrachten Schlauch an den Druckregler übertragen, der die Druckdifferenz zwischen Saugrohr und Verteilerrohr konstant hält. Dadurch ist das Volumen des pro Millisekunde eingespritzten Kraftstoffes unabhängig vom absoluten Druck des Saugrohrs und von der Stellung der Drosselklappe. 
Die zugeteilte Kraftstoffmenge wird deswegen ausschließlich über die Öffnungsdauer der elektromagnetischen Einspritzventile bestimmt, die von einem Steuergerät angesteuert werden. Dieses schaltet nach Masse, da die Plusversorgung an den Ventilen anliegt. Wie bei der K-Jetronic liegen die Ventile im Ansaugtrakt etwa 70–100 mm vor dem Einlassventil (Saugrohreinspritzung, im Gegensatz zur Direkteinspritzung). Der Spritzkegel hat einen Winkel von 25 °. Die Öffnungsdauer beträgt bei betriebswarmem Motor und Leerlaufdrehzahl etwa 2,5 ms. 
Bei älteren Fahrzeugen ist an das Kraftstoffverteilerrohr noch ein Kaltstartventil angeschlossen, das zur Anreicherung des Gemischs beim Kaltstart dient. Je nach Ausführung arbeitet es rein mechanisch oder wird über einen Thermozeitschalter angesteuert. Je nach Fahrzeug erhöht das Steuergerät zusätzlich die Einspritzmenge bei niedrigen Temperaturen. Bei neueren Kfz ist letzteres die einzige Methode zur Kraftstoffanreicherung.

### Stauklappen-Luftmengenmesser
Der Stauklappen-Luftmengenmesser ähnelt in seinem Prinzip dem Luftmengenmesser einer K- oder KE-Jetronic.
Eine federbelastete Klappe befindet sich im Luftstrom und muss von diesem verschoben werden. Dadurch wird ein auf der Klappenwelle angebrachtes Potentiometer gesteuert. 
Es zeigt einen der Klappenstellung entsprechenden Widerstandswert, der vom Steuergerät ausgewertet wird. Zur Kompensation der durch die Ansaugtakte erzeugten Druckschwankungen ist eine Kompensationsklappe eingebaut, die ebenfalls auf der oben beschriebenen Welle befestigt ist. Beide Klappen bilden ein Bauteil. Im Ansaugbereich des Luftmengenmessers ist ein temperaturabhängiger Widerstand eingebaut, der die Temperatur der angesaugten Luft misst. An der Unterseite des Luftmengenmessers ist bei manchen, meist älteren Fahrzeugen, eine Schraube angebracht. Diese verjüngt einen Kanal im Luftmengenmesser, durch den nicht gemessene Luft ins Saugrohr gelangt. Durch Verdrehen dieser Schraube ändert sich die Menge dieser Luft und das Steuergerät wird dementsprechend mehr oder weniger Kraftstoff zumessen.

### Zustandekommen des Einspritzsignals
Das Steuergerät erhält von Klemme 1 des Zündverteilers eine Drehzahlinformation. Dabei sind pro 720° Kurbelwellendrehwinkel vier Einspritzsignale vorhanden (4-Zylinder-Motor). Im Impulsformer des Steuergerätes werden diese vier Signale in für das Steuergerät nutzbare Rechtecksignale umgewandelt. Der nachgeschaltete Frequenzteiler halbiert die Impulszahl. Die so entstandenen Signale werden nun im Divisions-Steuermultivibrator (DSMV) in die Einspritzgrundzeit umgeformt. Bei Beginn eines Signals lässt der DSMV eine Spannung linear ansteigen, am Ende des Signals wird sie wieder abgebaut. Die Geschwindigkeit des Spannungsabfalls wird durch den Widerstand des Luftmengenmesser-Potentiometers gesteuert. Je nach angesaugter Luftmenge wird die Abbauphase länger oder kürzer. Diese Einspritzgrundzeit wird nun in der Multiplizierstufe bearbeitet. Hier werden zwei Korrekturzeiten hinzugegeben oder abgezogen. Diese Korrekturwerte richten sich zum einen nach der Ansauglufttemperatur, der Motortemperatur und der Drosselklappenstellung und zum anderen nach der aktuellen Batteriespannung.
Das so entstandene Einspritzsignal wird in einer Endstufe verstärkt und an die Einspritzventile weitergeleitet.
Zusammengefasst bedeutet das:
- Die Taktfrequenz der Einspritzventile wird aus der Motordrehzahl ermittelt.
- Drehzahl und angesaugte Luftmenge bestimmen die Einspritzgrundzeit.
- Die Multiplizierstufe erweitert die Einspritzgrundzeit laut Informationen der Messfühler und der Batteriespannung zur tatsächlichen Öffnungszeit des Einspritzventils.

## Gemischkorrektur

### Kaltstart
- Bei den ersten Versionen über elektrisch beheizten Thermozeitschalter (Bimetall) und zusätzliches Kaltstartventil zur Gemischanreicherung
- Bei neueren Fahrzeugen über längere Öffnungszeiten der Einspritzventile, geregelt durch das Steuergerät

Bei manchen Fahrzeugen kommen beide Methoden zugleich zum Einsatz.

### Warmlaufphase
- Die Warmlaufphase, insbesondere ein stabiler Leerlauf, wird durch den Leerlaufdrehsteller/Zusatzluftschieber realisiert.

### Laständerungen
- Der Drosselklappenschalter gibt Information (Leerlauf oder Volllast) ans Steuergerät und dieses ändert die Einspritzzeit in Abhängigkeit vom Drosselklappenwinkel, der durch das Drosselklappenpotentiometer erfasst wird.

### Änderung der Ansauglufttemperatur
- Erkennung über einen Thermosensor. Das Steuergerät reagiert mit Verlängerung der Einspritzzeit.

### Änderung der Kühlmitteltemperatur
- Erkennung über einen Thermosensor. Das Steuergerät reagiert mit Verlängerung der Einspritzzeit.

### Drehzahlbegrenzung
- Das Steuergerät bekommt die Drehzahlinformation vom Verteiler und nimmt ggf. die Einspritzzeit zurück.

### Schubabschaltung
- Erkennung über Drehzahl und Drosselklappenschalter; das Steuergerät stoppt die Einspritzung bei losgelassenem Gaspedal und oberhalb einer bestimmten Drehzahl (meist 1500 min−1).

### Lambda-Regelung
- Eine Lambdasonde erkennt fettes oder mageres Gemisch, dementsprechend wird die Einspritzzeit verändert.

## L-Jetronic mit DME und L-Motronic
Eine Weiterentwicklung der L-Jetronic stellte Mitte der 1980er Jahre die Zusammenfassung von Zünd- und Einspritzregelung in einem Steuergerät dar. Dadurch wurde eine bessere Anpassung der Regelungen aufeinander ermöglicht, wodurch sich der Benzinverbrauch verringerte und bessere Emissionswerte erreicht wurden. Sämtliche mit dieser Einspritztechnik versehenen Fahrzeuge verfügten bereits über eine Lambdasonde und Katalysatorvorbereitung. Auf Wunsch wurden sie auch in Europa mit einem Katalysator ausgestattet. Weiterhin ist in die Tankentlüftung ein Aktivkohlefilter eingebaut, der die Kohlenwasserstoffemission aus dem Tank reduziert. Damit kann die L-Motronic die Euro-2-Abgasnorm erfüllen. Die Kraftstoffpumpe kann im Tank integriert sein.

### Aktivkohlefilter mit Regenerierventil
Über die Tankentlüftung können ab einer bestimmten Temperatur leichtflüchtige Kohlenwasserstoffe in die Erdatmosphäre gelangen. In der Euro-2-Norm wurde diese Emission auf einen bestimmten Grenzwert gesetzt. Um diesen einzuhalten, wurde ein Aktivkohlefilter in die Tankentlüftung eingebaut. Dieser absorbiert die entwichenen Kohlenwasserstoffe und lässt nur reine Luft in die Atmosphäre entweichen. Ein Regenerierventil ist zwischen dem Aktivkohlefilter und das Ansaugrohr des Motors platziert. Es öffnet unter bestimmten Voraussetzungen und ermöglicht eine Regeneration des Aktivkohlefilters. Die Kraftstoffdämpfe werden über das Regenerierventil in das Ansaugrohr gesaugt, gelangen dann in den Verbrennungsraum der Zylinder und werden dort verbrannt. Da das Steuergerät die Zusammensetzung der über das Regenerierventil angesaugten Luft nicht erkennen kann, ist es möglich, dass das Gemisch zu fett oder zu mager wird. Das wird über die Lambdasonde erkannt und durch das Steuergerät ausgeglichen. Bei OBD-Fahrzeugen wird die Funktion der Tankentlüftung über die Regelsonde überwacht. Findet die Regeneration des Aktivkohlefilters statt, macht die Regelsonde einen Spannungssprung in Richtung "fett". Bleibt der Spannungssprung aus, wird vom Steuergerät die OBD-Lampe angesteuert. Beim Abstellen des Motors bleibt das Regenerierventil einige Sekunden lang geschlossen, um ein Nachdieseln des Motors zu verhindern.

## LH-Motronic
Der Grundaufbau einer LH-Motronic ist gleich einer L-Jetronic.
Im Unterschied zu dieser wird nicht die Luftmenge, sondern die Luftmasse gemessen. 

### Luftmassenmesser
Bei der LH-Motronic kann entweder ein Hitzdraht-Luftmassenmesser oder ein Heißfilm-Luftmassenmesser eingebaut sein.

#### Grundprinzip
1000 Liter Luft (ein Kubikmeter) haben bei 0 °C und einem Luftdruck von 1013 hPa eine Masse von 1,29 kg – die Dichte beträgt 1,29 kg/m3. Temperaturänderungen, aber auch Luftdruckänderungen, beeinflussen die Dichte der Luft. Das liegt daran, dass Gase den zur Verfügung stehenden Raum voll ausfüllen. Dabei haben die einzelnen Moleküle und Atome den größtmöglichen Abstand voneinander. Steigt nun die Temperatur, steigen die Eigenbewegungen der Luftteilchen und sie stoßen sich weiter voneinander ab. Die Dichte der Luft sinkt. Sinkt die Temperatur, bewegen sich die Teilchen weniger und der Abstand untereinander verringert sich. Die Dichte der Luft steigt. Steigt der Druck, werden die Teilchen auf einen kleineren Raum zusammengedrückt und die Dichte steigt. Sinkt der Luftdruck, sinkt auch die Dichte der Luft.
Lässt man Luft an einem beheizten Draht vorbeiströmen, wird der Draht abhängig von der Luftmasse pro Zeit unterschiedlich stark abgekühlt. Hält man die Temperatur des Heizdrahtes durch eine elektronische Regelung konstant, ist der durch den Heizdraht fließende Strom ein Maß für die vorbeiströmende Luftmasse. 
Dieses Prinzip wird im Hitzdrahtluftmassenmesser und in Hitzdrahtanemometern verwendet.

#### Funktion des Hitzdrahtluftmassenmessers
Hinter dem Luftfilterkasten ist ein Rohrstück angebracht, in dem ein Messrohr sitzt. In diesem Messrohr ist ein 0,07 mm dünner Platindraht so angebracht, dass er von der durchströmenden Luft gut umspült wird. Über den Strom in einer Wheatstoneschen Brückenschaltung wird die Temperatur des Hitzdrahtes und eines weniger umströmten Vergleichsdrahtes gleich gehalten (ca. auf 100 °C). Gleichzeitig wird die Ansauglufttemperatur bestimmt. 
Die eigentlich Messgröße ist der Spannungsabfall an den Messwiderständen der Schaltung. Diese haben eine hohe Langzeitstabilität.
Die Brückenschaltung wird mit einem Operationsverstärker gesteuert bzw. ausgewertet. 
Die Messwerte werden 1000-mal pro Sekunde gewonnen. Das Steuergerät berechnet dann unter Berücksichtigung der anderen Messfühler die genaue Einspritzzeit.

#### Funktion des Heißfilmluftmassenmessers
Beim Heißfilmluftmassenmesser (siehe auch Thermoelektrisches Anemometer) wird der Platindraht durch eine Sensorplatte ersetzt. Diese besteht aus drei verschiedenen Widerstandsschichten mit unterschiedlichen Funktionen. Diese drei Schichten bestehen aus verschiedenen Materialien, die auf eine Keramikplatte in Hybridtechnik aufgedampft wurden. Dabei handelt es sich um
- den Abgleichwiderstand. Er dient zur Erfassung der Lufttemperatur der angesaugten Luft und zeigt PTC-Verhalten.
- den Heizwiderstand. Er dient nur als Heizung und hat keine Sensorfunktion.
- den Sensorwiderstand. Er dient zur Erfassung der angesaugten Luftmasse und wird von dieser gekühlt. Je nach Luftmasse wird er mehr oder weniger vom Heizwiderstand aufgeheizt, so dass sein temperaturabhängiger Widerstand (NTC-Verhalten) konstant gehalten wird.

Der Heißfilmluftmassenmesser bietet einen Vorteil gegenüber dem Hitzdrahtluftmassenmesser. Die Keramikplatte ist so im Messrohr angeordnet, dass die Luft nicht auf sie prallt, sondern an ihr vorbeiströmen kann. Kleinste Partikel werden nicht mehr von der Sensoreinheit aufgenommen und können dort auch nicht mehr festbacken, wie das beim Hitzdraht der Fall war. Die Lebensdauer wurde dadurch erhöht. Allerdings ist die Messgenauigkeit nicht mehr so hoch wie beim Hitzdrahtluftmassenmesser. Trotzdem ist sie immer noch hoch genug, um ein problemloses Funktionieren der Anlage zu gewährleisten. 
Sowohl beim Hitzdraht- und Heißfilmluftmassenmesser als auch beim Stauklappenluftmengenmesser tritt im Leerlaufbetrieb des Motors dasselbe Problem auf. Durch die in diesem Betriebszustand entstehenden Druckpulsationen der Luftsäule ist es möglich, dass ein und dieselbe Luftmasse mehrmals gemessen wird. Das wird z. B. dadurch verhindert, dass die Messeinheit in einen Bypasskanal integriert ist. Auch Luftmassenmesser mit Rückstromerkennung wurden verbaut.